# Max Schulze (SA-Mitglied)
Max Karl Schulze (* 21. Oktober 1900 in Gaildorf; † 1./2. Juli 1934 im KZ Lichtenburg) war ein deutscher SA-Führer. Er wurde bekannt als eines der Opfer des sogenannten Röhm-Putsches.

## Leben und Wirken
Schulze war seit Mitte der 1920er Jahre in der Sturmabteilung (SA), der Parteiarmee der NSDAP tätig. Bis 1933 hatte er den Rang eines Standartenführers erreicht. Zu dieser Zeit war er Führer der SA-Standarte 26 in Magdeburg.
Im Frühjahr 1933 tat Schulze sich bei den Ereignissen um die nationalsozialistische „Machtergreifung“ in Magdeburg hervor: Am 22. März 1933 besetzte die SA-Standarte 26 unter Schulzes Führung das Magdeburger Rathaus in einer wilden Aktion. Die SA rief Schulze bei dieser Gelegenheit zum kommissarischen Bürgermeister von Magdeburg aus. Die „Bürgermeisterschaft“ Schulzes, die bereits in den Tageszeitungen bekannt gegeben wurde, währte jedoch nur knapp einen Tag lang: Am 23. März 1933 konnte Fritz-August Wilhelm Markmann sich als neuer Bürgermeister durchsetzen.
Im Laufe des Jahres 1933 wurde Schulze stattdessen zum Standortkommandanten der SA in Magdeburg ernannt und zum SA-Oberführer befördert.
Am 30. Juni 1934 wurde Schulze im Zuge der als Röhm-Putsch bekannt gewordenen politischen Säuberungsaktion der Nationalsozialisten vom 30. Juni 1934 verhaftet: Er wurde ins KZ Lichtenburg verschleppt und dort am 1. oder 2. Juli 1934 von der SS erschossen.